# 닛산 디젤 FJ

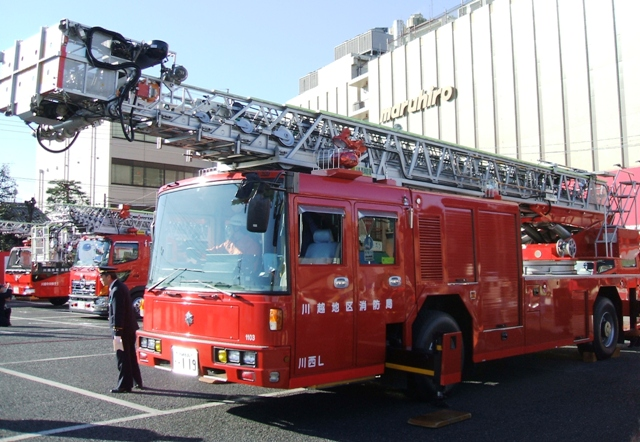
닛산 디젤 FJ 2세대 차량

닛산 디젤 FJ(영어: Nissan Diesel FJ, 일본어: 日産ディーゼル・FJ)는 일본 닛산 디젤 (현, UD트럭)이 만든 소방차로 1998년에 닛산 디젤 AZ/AX 모델의 후속으로 출시되었다.

## 개요
험지형 기중기 모델을 기반으로 제작된 닛산 디젤 AZ, AX 모델의 후속으로 등장되었다. 사륜 사양과, 자동변속기, 유압 서스펜션이 탑재되었다. 차체의 경우 버스 모델에 제작된 차체로 제작되었고, 일본기계산업에서 제작했으나 모리타 홀딩스에서 제작된 차량도 소량으로 존재한다. 타이어의 경우 425/65R22.5 사양인 슈퍼 와이드 타이어가 장착되었고 차량 무게와 보안 기준에 대응해 445/65R22.5 타이어로 25톤 사양과 10톤 사양에 탑재된다.
사다리차 사양의 경우 30m에서 40m 사양으로 3축 사양은 존재하지 않고 전 차량 2축 사양이다.

## 세부 정보

### FJ550LN
1998년에 출시되었고 엔진은 V형 8기통 사양인 RH8형이 탑재되었다. 자동변속기의 경우 5단으로 구성되었고, 전면부에 엠블럼이 포함되었다.

### FJ552LN
2000년 12월에 출시된 모델로 1999년 배출가스 규제에 대응했고 중기 안전 제동 장치 규정을 준수했다. 코너링 전등의 경우 후지중공업 (현, 스바루)에서 제작된 버스 전용 차체와 동일한 것으로 변경되었다. 2003년에 후지중공업 (현, 스바루) 버스 차체 사업에서 철수하면서 서일본 차체 공업 차체로 변경되었다.

### FJ483LN
2008년에 출시된 모델로 2005년 배출가스 규제에 대응했다. 엔진의 경우 GE13형이 탑재되었고, SCR 시스템이 적용되었다. 자동변속기의 경우 6단으로 변경되었다.

## 같이 보기
- 히노 MH